# 埼玉県の県道一覧
埼玉県の県道一覧（さいたまけんのけんどういちらん）は、埼玉県を通る県道の一覧である。

## 主要地方道（001-091）

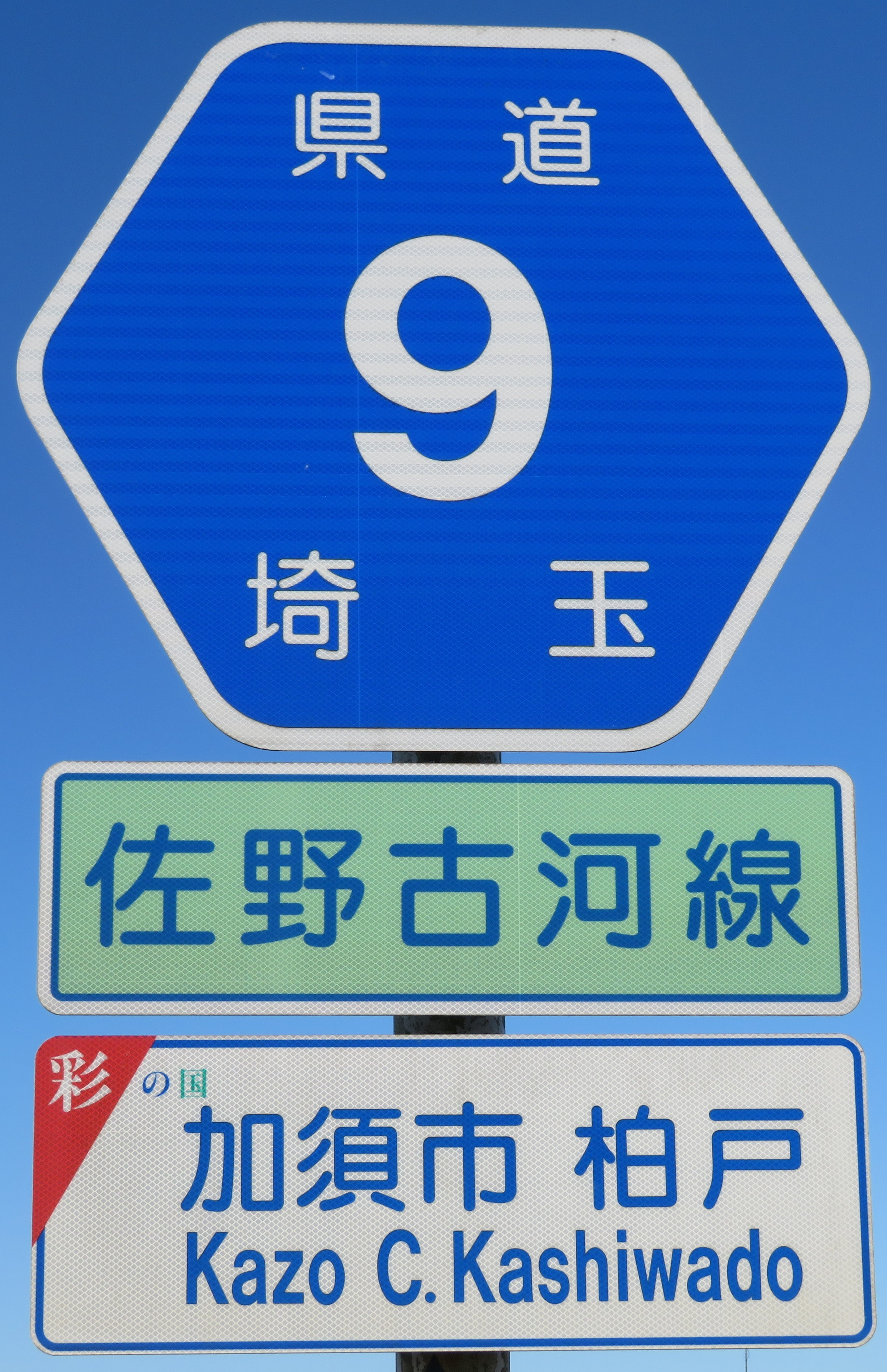
埼玉県道における主要地方道の路線番号標識（路線名称板の色が緑色となっている。）

- 1 埼玉県道1号さいたま川口線（第二産業道路）
- 2 埼玉県道2号さいたま春日部線（旧国道16号）
- 3 埼玉県道3号さいたま栗橋線
- 4 埼玉県道4号東京所沢線（所沢街道）
- 5 埼玉県道5号さいたま菖蒲線（第二産業道路）
- 6 埼玉県道6号川越所沢線
- 7 埼玉県道7号佐野行田線（館林道）
- 8 埼玉県道8号川越入間線（茶つみ通り）
- 9 埼玉県道9号佐野古河線
- 10 埼玉県道10号春日部松伏線
- 11 埼玉県道11号熊谷小川秩父線（小川県道）
- 12 埼玉県道12号川越栗橋線
- 13 埼玉県道13号前橋長瀞線
- 14 埼玉県道14号伊勢崎深谷線
- 15 埼玉県道15号川越日高線
- 16 埼玉県道16号立川所沢線
- 17 埼玉県道17号所沢府中線
- 18 埼玉県道18号伊勢崎本庄線
- 19 埼玉県道19号越谷野田線（旧国道16号）
- 20 埼玉県道20号足利邑楽行田線
- 21 埼玉県道21号三郷松伏線
- 22 埼玉県道22号上里鬼石線
- 23 埼玉県道23号藤岡本庄線
- 24 埼玉県道24号練馬所沢線
- 25 埼玉県道25号飯田橋石神井新座線
- 26 埼玉県道26号境杉戸線
- 27 埼玉県道27号東松山鴻巣線（松山街道）
- 28 埼玉県道28号青梅飯能線
- 29 埼玉県道29号草加流山線
- 30 埼玉県道30号飯能寄居線（相模街道）
- 31 埼玉県道31号本庄寄居線
- 32 埼玉県道32号鴻巣羽生線
- 33 埼玉県道33号東松山桶川線
- 34 埼玉県道34号さいたま草加線
- 35 埼玉県道35号川口上尾線（産業道路）
- 36 埼玉県道36号保谷志木線
- 37 埼玉県道37号皆野両神荒川線
- 38 埼玉県道38号加須鴻巣線
- 39 埼玉県道39号川越坂戸毛呂山線
- 40 埼玉県道40号さいたま東村山線（志木街道）
- 41 埼玉県道41号東松山越生線（越生街道）
- 42 埼玉県道42号松伏春日部関宿線
- 43 埼玉県道43号皆野荒川線
- 44 埼玉県道44号秩父児玉線
- 45 埼玉県道45号本庄妻沼線
- 46 埼玉県道46号加須北川辺線
- 47 埼玉県道47号深谷東松山線
- 48 埼玉県道48号越谷岩槻線
- 49 埼玉県道49号足立越谷線（旧国道4号、日光街道）
- 50 埼玉県道50号所沢狭山線
- 51 埼玉県道51号川越上尾線
- 52 埼玉県道52号越谷流山線
- 53 埼玉県道53号青梅秩父線
- 54 埼玉県道54号松戸草加線
- 55 埼玉県道55号所沢武蔵村山立川線
- 56 埼玉県道56号さいたまふじみ野所沢線
- 57 埼玉県道57号さいたま鴻巣線
- 58 埼玉県道58号台東川口線（第二産業道路）
  - 2012年1月1日に台東鳩ヶ谷線から改称[1]。
- 59 埼玉県道59号羽生妻沼線
- 60 埼玉県道60号羽生外野栗橋線
- 61 埼玉県道61号越生長沢線
- 62 埼玉県道62号深谷寄居線
- 63 埼玉県道63号青梅入間線
- 64 （欠番）（岩槻市のさいたま市への編入に伴い、埼玉県道64号さいたま岩槻線は埼玉県道65号岩槻幸手線と統合され埼玉県道65号さいたま幸手線となる）
- 65 埼玉県道65号さいたま幸手線
- 66 埼玉県道66号行田東松山線（館林道）
- 67 埼玉県道67号葛飾吉川松伏線
- 68 埼玉県道68号練馬川口線
- 69 埼玉県道69号深谷嵐山線
- 70 埼玉県道70号飯能下名栗線（名栗街道）
- 71 埼玉県道71号高崎神流秩父線
- 72 埼玉県道72号秩父荒川線
- 73 埼玉県道73号秩父上名栗線
- 74 埼玉県道74号日高川島線
- 75 埼玉県道75号熊谷児玉線
- 76 埼玉県道76号鴻巣川島線
- 77 埼玉県道77号行田蓮田線
- 78 埼玉県道78号春日部菖蒲線
- 79 埼玉県道79号朝霞蕨線
- 80 埼玉県道80号野田岩槻線
- 81 埼玉県道81号熊谷寄居線
- 82 埼玉県道82号長瀞玉淀自然公園線
- 83 埼玉県道83号熊谷館林線
- 84 埼玉県道84号羽生栗橋線
- 85 埼玉県道85号春日部久喜線
- 86 埼玉県道86号花園本庄線
- 87 埼玉県道87号上尾久喜線
- 88 埼玉県道88号和光インター線
- 89 埼玉県道89号川口停車場線
- 90 埼玉県道90号大宮停車場線
- 91 埼玉県道91号熊谷停車場線

## 一般県道（101-417）

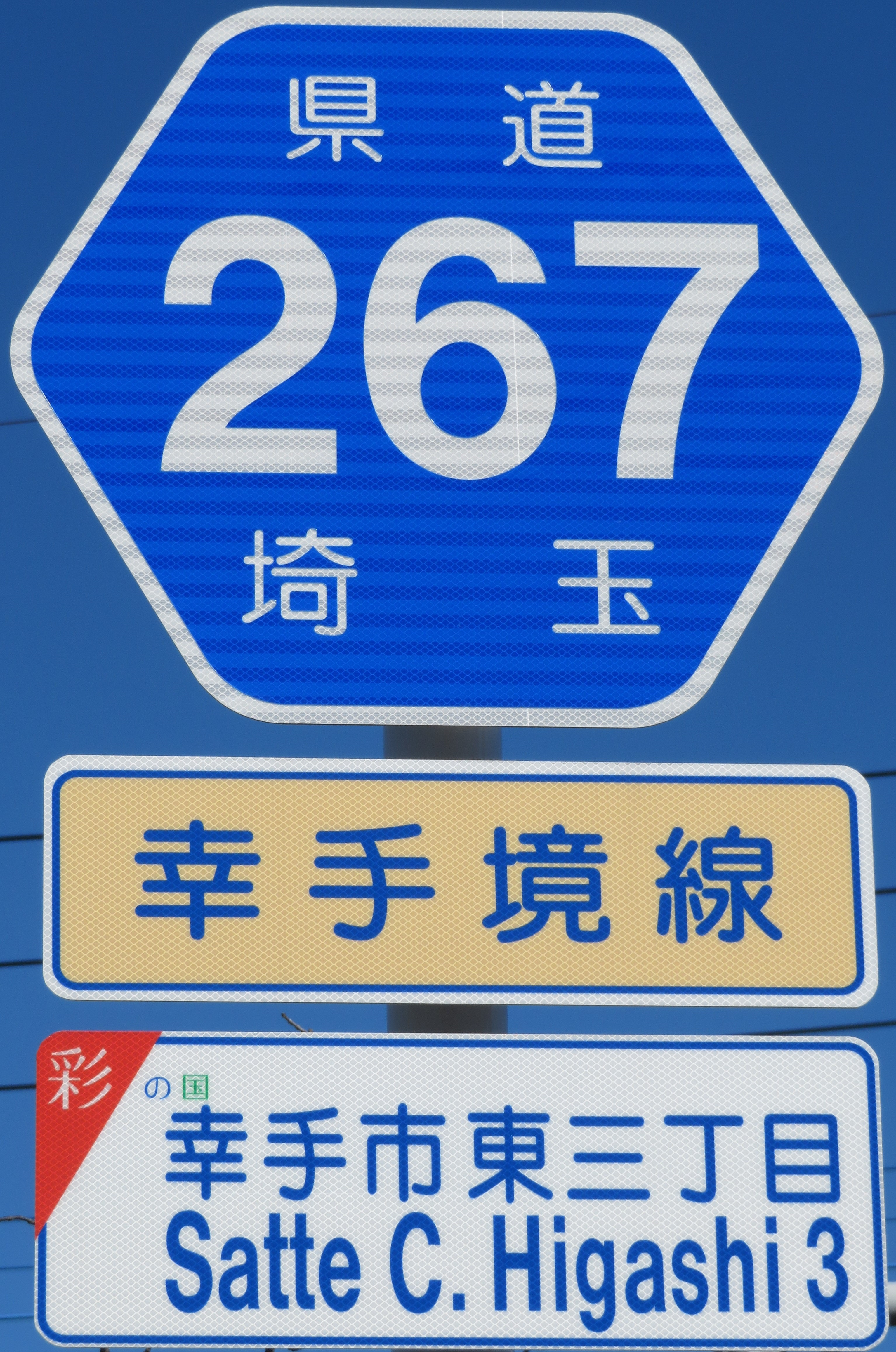
埼玉県道における一般県道の路線番号標識（路線名称板の色が黄色となっている。）

### 100番台
- 101 （欠番）（さいたま市設置に伴い、埼玉県道101号浦和大宮線は埼玉県道164号鴻巣桶川大宮線と統合され、埼玉県道164号鴻巣桶川さいたま線となる）
- 102 埼玉県道102号平方東京線
- 103 埼玉県道103号吉場安行東京線
- 104 埼玉県道104号川口草加線
- 105 埼玉県道105号さいたま鳩ヶ谷線
- 106 埼玉県道106号東京鳩ヶ谷線
- 107 埼玉県道107号東京川口線
- 108 埼玉県道108号東京朝霞線
- 109 埼玉県道109号新座和光線
- 110 埼玉県道110号川口蕨線
- 111 埼玉県道111号蕨桜町線
  - 2012年1月1日に蕨鳩ヶ谷線から改称[1]。
- 112 埼玉県道112号和光志木線
- 113 埼玉県道113号川越新座線
- 114 埼玉県道114号川越越生線
- 115 埼玉県道115号越谷八潮線（草加産業道路）
- 116 埼玉県道116号八潮三郷線
- 117 埼玉県道117号蕨停車場線
- 118 埼玉県道118号北浦和停車場線
- 119 埼玉県道119号与野停車場線
- 120 埼玉県道120号上木崎与野停車場線
- 121 埼玉県道121号大宮停車場大成線
- 122 - 123 （欠番）
- 124 埼玉県道124号高速さいたま戸田線
- 125 （欠番）
- 126 埼玉県道126号所沢堀兼狭山線
- 127 埼玉県道127号深谷飯塚線
- 128 埼玉県道128号熊谷羽生線
- 129 埼玉県道129号加須羽生線
- 130 埼玉県道130号小江川本田線
- 131 埼玉県道131号児玉新町線
- 132 埼玉県道132号宮原停車場線
- 133 埼玉県道133号上尾停車場線
- 134 埼玉県道134号桶川停車場線
- 135 埼玉県道135号北本停車場線
- 136 埼玉県道136号鴻巣停車場線
- 137 埼玉県道137号吹上停車場線
- 138 埼玉県道138号行田停車場線
- 139 埼玉県道139号籠原停車場線
- 140 （欠番）
- 141 埼玉県道141号深谷停車場線
- 142 埼玉県道142号本庄停車場線
- 143 埼玉県道143号神保原停車場線
- 144 埼玉県道144号東大宮停車場線
- 145 埼玉県道145号白岡停車場南新宿線
- 146 埼玉県道146号六万部久喜停車場線
- 147 埼玉県道147号栗橋停車場線
- 148 埼玉県道148号騎西鴻巣線
- 149 埼玉県道149号加須菖蒲線
- 150 埼玉県道150号上尾蓮田線
- 151 埼玉県道151号久喜騎西線
- 152 埼玉県道152号加須幸手線
- 153 埼玉県道153号幸手久喜線
- 154 埼玉県道154号蓮田杉戸線
- 155 埼玉県道155号さいたま武蔵丘陵森林公園自転車道線
- 156 埼玉県道156号三郷幸手自転車道線
- 157 埼玉県道157号川越狭山自転車道線
- 158 埼玉県道158号川島こども動物自然公園自転車道線
- 159 埼玉県道159号さいたま北袋線（赤山東通り）
- 160 埼玉県道160号川越北環状線
- 161 埼玉県道161号越谷川口線
  - 2012年1月1日に越谷鳩ヶ谷線から改称[1]。
- 162 埼玉県道162号蓮田白岡久喜線
- 163 埼玉県道163号狭山ふじみ野線
- 164 埼玉県道164号鴻巣桶川さいたま線（旧中山道）
- 165 埼玉県道165号大谷本郷さいたま線
- 166 - 170 （欠番）
- 171 埼玉県道171号ときがわ坂戸線
- 172 埼玉県道172号大野東松山線
- 173 埼玉県道173号ときがわ熊谷線
- 174 （欠番）
- 175 埼玉県道175号小前田児玉線
- 176 - 177 （欠番）
- 178 埼玉県道178号北河原熊谷線
- 179 埼玉県道179号所沢青梅線
- 180 埼玉県道180号南古谷停車場線
- 181 埼玉県道181号武蔵高萩停車場線
- 182 埼玉県道182号高麗川停車場線
- 183 埼玉県道183号次木杉戸線
- 184 埼玉県道184号本田小川線
- 185 埼玉県道185号東飯能停車場線
- 186 埼玉県道186号毛呂停車場鎌北湖線
- 187 埼玉県道187号越生停車場線
- 188 埼玉県道188号明覚停車場線
- 189 埼玉県道189号小川町停車場線
- 190 埼玉県道190号寄居停車場線
- 191 埼玉県道191号児玉停車場線
- 192 （欠番）
- 193 埼玉県道193号下畑軍畑線
- 194 （欠番）
- 195 埼玉県道195号富岡入間線
- 196 埼玉県道196号新郷停車場線
- 197 埼玉県道197号武州荒木停車場線
- 198 埼玉県道198号行田市停車場線
- 199 埼玉県道199号行田市停車場酒巻線

### 200番台
- 200 埼玉県道200号石原停車場線
- 201 埼玉県道201号岩田樋口停車場線
- 202 埼玉県道202号野上停車場線
- 203 埼玉県道203号長瀞停車場線
- 204 埼玉県道204号上長瀞停車場線
- 205 埼玉県道205号親鼻停車場線
- 206 埼玉県道206号皆野停車場線
- 207 埼玉県道207号大野原停車場線
- 208 埼玉県道208号秩父停車場秩父公園線
- 209 埼玉県道209号小鹿野影森停車場線
- 210 埼玉県道210号中津川三峰口停車場線
- 211 （欠番）
- 212 埼玉県道212号岩殿観音南戸守線
- 213 埼玉県道213号曲本さいたま線
- 214 埼玉県道214号新方須賀さいたま線
- 215 埼玉県道215号宗岡さいたま線
- 216 埼玉県道216号上野さいたま線
- 217 （欠番）
- 218 埼玉県道218号二本木飯能線
- 219 埼玉県道219号狭山下宮寺線
- 220 （欠番）
- 221 埼玉県道221号原市場下成木線
- 222 埼玉県道222号西所沢停車場線
- 223 埼玉県道223号狭山ヶ丘停車場線
- 224 埼玉県道224号武蔵藤沢停車場線
- 225 埼玉県道225号入曽停車場線
- 226 埼玉県道226号入間市停車場線
- 227 埼玉県道227号狭山市停車場線
- 228 埼玉県道228号飯能停車場線
- 229 埼玉県道229号本川越停車場線
- 230 埼玉県道230号東吾野停車場線
- 231 埼玉県道231号横瀬停車場線
- 232 埼玉県道232号西武秩父停車場線
- 233 （欠番）
- 234 埼玉県道234号前沢保谷線
- 235 埼玉県道235号大間木蕨線
- 236 埼玉県道236号新倉蕨線
- 237 - 238 （欠番）
- 239 埼玉県道239号足立川口線
- 240 - 241 （欠番）
- 242 埼玉県道242号高速葛飾川口線
- 243 埼玉県道243号高速足立三郷線
- 244 埼玉県道244号志木停車場線
- 245 埼玉県道245号鶴瀬停車場線
- 246 埼玉県道246号川越市停車場線
- 247 埼玉県道247号坂戸停車場線
- 248 埼玉県道248号石坂高坂停車場線
- 249 埼玉県道249号東松山停車場線
- 250 埼玉県道250号森林公園停車場武蔵丘陵森林公園線
- 251 埼玉県道251号武蔵嵐山停車場線
- 252 埼玉県道252号東伴場地男衾停車場線
- 253 埼玉県道253号鉢形停車場線
- 254 埼玉県道254号高速板橋戸田線
- 255 埼玉県道255号足立さいたま自転車道線
- 256 埼玉県道256号片柳川越線
- 257 埼玉県道257号冑山熊谷線
- 258 埼玉県道258号中瀬牧西線
- 259 埼玉県道259号新野岡部停車場線
- 260 埼玉県道260号鯨井狭山線
- 261 埼玉県道261号笠幡狭山線
- 262 埼玉県道262号日高狭山線
- 263 埼玉県道263号弁財深谷線
- 264 埼玉県道264号原郷熊谷線
- 265 埼玉県道265号寄居岡部深谷線
- 266 埼玉県道266号ふじみ野朝霞線
- 267 埼玉県道267号幸手境線
- 268 埼玉県道268号西関宿栗橋線
- 269 埼玉県道269号上伊草坂戸線
- 270 埼玉県道270号吉田久長秩父線
- 271 埼玉県道271号今泉東松山線
- 272 埼玉県道272号東大久保ふじみ野線
- 273 埼玉県道273号西平小川線
- 274 埼玉県道274号赤浜小川線
- 275 埼玉県道275号由良深谷線
- 276 埼玉県道276号新堀尾島線
- 277 （欠番）
- 278 埼玉県道278号秩父多摩甲斐国立公園三峰線
- 279 埼玉県道279号両神小鹿野線
- 280 - 281 （欠番）
- 282 埼玉県道282号藤倉吉田線
- 283 埼玉県道283号下小鹿野吉田線
- 284 埼玉県道284号下日野沢東門平吉田線
- 285 - 286 （欠番）
- 287 埼玉県道287号長瀞児玉線
- 288 （欠番）
- 289 埼玉県道289号矢納浄法寺線
- 290 - 293 （欠番）
- 294 埼玉県道294号坂本寄居線
- 295 埼玉県道295号松戸三郷線
- 296 埼玉県道296号菅谷寄居線
- 297 - 299 （欠番）

### 300番台
- 300 （欠番）
- 301 埼玉県道301号妻沼小島太田線
- 302 （欠番）
- 303 埼玉県道303号弥藤吾行田線
- 304 埼玉県道304号今泉館林線
- 305 埼玉県道305号礼羽騎西線
- 306 埼玉県道306号上中森鴻巣線
- 307 埼玉県道307号福田鴻巣線
- 308 埼玉県道308号内田ヶ谷鴻巣線
- 309 （欠番）
- 310 埼玉県道310号笠原菖蒲線
- 311 埼玉県道311号蓮田鴻巣線
- 312 埼玉県道312号下石戸上菖蒲線
- 313 埼玉県道313号北根菖蒲線
- 314 - 315 （欠番）
- 316 埼玉県道316号阿佐間幸手線
- 317 （欠番）
- 318 埼玉県道318号並塚幸手線
- 319 埼玉県道319号惣新田春日部線
- 320 埼玉県道320号西宝珠花春日部線
- 321 埼玉県道321号西金野井春日部線
- 322 埼玉県道322号東門前蓮田線
- 323 埼玉県道323号上尾環状線
- 324 埼玉県道324号蒲生岩槻線
- 325 埼玉県道325号大野島越谷線
- 326 埼玉県道326号川藤野田線
- 327 埼玉県道327号草加八潮三郷線
- 328 埼玉県道328号金明町鳩ヶ谷線
- 329 - 330 （欠番）
- 331 埼玉県道331号吉田太田部譲原線
- 332 埼玉県道332号根岸本町線
- 333 （欠番）
- 334 埼玉県道334号三芳富士見線
- 335 埼玉県道335号並木川崎線
- 336 埼玉県道336号今福木野目線
- 337 埼玉県道337号久米所沢線
- 338 （欠番）
- 339 埼玉県道339号平沼中老袋線
- 340 埼玉県道340号中新田入間川線
- 341 埼玉県道341号太田熊谷線（妻沼県道・妻沼街道）
- 342 （欠番）
- 343 埼玉県道343号岩殿岩井線
- 344 埼玉県道344号高坂上唐子線
- 345 埼玉県道345号小八林久保田下青鳥線
- 346 埼玉県道346号砂原北大桑線
- 347 埼玉県道347号馬引沢飯能線
- 348 埼玉県道348号下戦場塩貝戸線
- 349 埼玉県道349号広木折原線
- 350 埼玉県道350号南飯能線
- 351 埼玉県道351号沼和田杉山線
- 352 埼玉県道352号児玉町蛭川普済寺線
- 353 埼玉県道353号針ヶ谷岡線
- 354 （欠番）
- 355 埼玉県道355号中瀬普済寺線
- 356 埼玉県道356号成塚中瀬線
- 357 埼玉県道357号美土里町新堀線
- 358 （欠番）（→旧埼玉県道358号三ケ尻新堀線※廃止）
- 359 埼玉県道359号葛和田新堀線
- 360 （欠番）
- 361 埼玉県道361号三沢坂本線
- 362 埼玉県道362号上中条斎条線
- 363 埼玉県道363号石間下吉田線
- 364 埼玉県道364号上新郷埼玉線
- 365 埼玉県道365号鎌塚鴻巣線
- 366 埼玉県道366号三田ヶ谷礼羽線
- 367 埼玉県道367号薄小森線
- 368 埼玉県道368号飯積向古河線
- 369 埼玉県道369号麦倉川俣停車場線
- 370 埼玉県道370号北中曽根北大桑線
- 371 埼玉県道371号下吉羽幸手線
- 372 埼玉県道372号下高野杉戸線
- 373 埼玉県道373号堤根杉戸線
- 374 （欠番）
- 375 埼玉県道375号西宝珠花屏風線
- 376 埼玉県道376号上笹塚谷口線
- 377 埼玉県道377号加藤平沼線
- 378 埼玉県道378号中井松伏線
- 379 （欠番）
- 380 埼玉県道380号柿木町蒲生線
- 381 埼玉県道381号東大門安行西立野線
- 382 埼玉県道382号早瀬さいたま線
- 383 埼玉県道383号惣新田幸手線
- 384 （欠番）
- 385 埼玉県道385号武蔵丘陵森林公園広瀬線（旧熊谷東松山道路）
- 386 - 390 （欠番）
- 391 埼玉県道391号大谷材木町線
- 392 埼玉県道392号勅使河原本庄線
- 393 - 394 （欠番）
- 395 埼玉県道395号南川上名栗線
- 396 埼玉県道396号下早見菖蒲線
- 397 埼玉県道397号堀兼根岸線
- 398 埼玉県道398号大和田停車場線
- 399 埼玉県道399号岩槻停車場線

### 400番台
- 400 埼玉県道400号春日部停車場線
- 401 埼玉県道401号谷塚停車場線
- 402 埼玉県道402号草加停車場線
- 403 埼玉県道403号獨協大学前停車場線
- 404 埼玉県道404号越谷停車場線
- 405 埼玉県道405号北越谷停車場線
- 406 埼玉県道406号姫宮停車場線
- 407 （欠番）
- 408 埼玉県道408号東武動物公園停車場線
- 409 埼玉県道409号和戸停車場線
- 410 埼玉県道410号鷲宮停車場線
- 411 埼玉県道411号加須停車場線
- 412 埼玉県道412号南羽生停車場線
- 413 埼玉県道413号羽生停車場線
- 414 埼玉県道414号幸手停車場線
- 415 埼玉県道415号柳生停車場線
- 416 埼玉県道416号利根川自転車道線
- 417 埼玉県道417号高崎伊勢崎自転車道線（本庄市および上里町の飛び地部分・該当区間は群馬県管理）